# Stay Away
„Stay Away” este un cântec a artistei britanice Charli XCX extras de pe versiunea australiană al EP-ului ei de debut You're the One (2011), si a fost lansat mai târziu ca single-ul principal a albumului sau de debut True Romance pe data de 15 mai 2013.

## Videoclipul
Videoclipul pentru remix-ul Salem a lui "Stay Away a fost lansat pe data de 12 aprilie 2011, cu toate că nu a existat niciodată o lansare oficială pentru videoclipul  piesei. Primul videoclip oficial a lui Charli a fost "Nuclear Seasons", lansat pe data de 22 noiembrie 2011.

## Lista pieselor
- Descărcare digitală[4]

1. "Stay Away" — 3:51

- Descărcare digitală – Remixes[5]

1. "Stay Away" — 3:51
2. "Stay Away" (T.Williams Remix) — 5:20
3. "Stay Away" (SALEM's Angel Remix) — 5:03
4. "Jungle" (Phaeleh Remix) — 5:14
5. "Stay Away" (T.Williams Dub) — 5:16

## Datele lansărilor
| Țară          | Dată             | Format              | Casă de discuri | Ref.  |
| ------------- | ---------------- | ------------------- | --------------- | ----- |
| Regatul Unit  | 15 mai 2011      | Descărcare digitală | This Is Music   | [ 6 ] |
| Irlanda       | 15 mai 2011      | Descărcare digitală | This Is Music   | [ 7 ] |
| Japonia       | 1 februarie 2012 | Descărcare digitală | Warner Music UK | [ 8 ] |
| Noua Zeelandă | 1 februarie 2012 | Descărcare digitală | Warner Music UK | [ 9 ] |